# Wœlfling-lès-Sarreguemines
Wœlfling-lès-Sarreguemines település Franciaországban, Moselle megyében. Lakosainak száma 697 fő (2022. január 1.). Wœlfling-lès-Sarreguemines Achen, Bliesbruck, Gros-Réderching és Wiesviller községekkel határos.

## Népesség
A település népessége az elmúlt években az alábbi módon változott:
| Lakosok száma | 730  | 748  | 757  | 739  | 729  | 718  | 710  | 698  | 697  |
|               | 2013 | 2015 | 2016 | 2017 | 2018 | 2019 | 2020 | 2021 | 2022 |